# Пчела (журнал)
«Пчела» («Русская иллюстрация») — русский еженедельный художественный, литературный и общественно-политический журнал, издававшийся в Санкт-Петербурге с 1875 по 1878 год. 
Журнал «Пчела» был преобразован с 1875 года из иллюстрированного литературно-политического журнала «Сияние», который выходил в Петербурге с 1872 года; обязанности издателя-редактора «Сияния» всё это время исполнял Василий Петрович Турба.
Издателями «Пчелы» в разное время были А. Ф. Базунов и А. С. Гиероглифов, редактором М. И. Ходоровский (1875—1876); с 1876 года (с выпуска № 43) издателем-редактором стал график и живописец Михаил Микешин, поэтому здесь часто печатались карикатуры художника и его иллюстрации к произведениям Н. В. Гоголя и Т. Г. Шевченко.
Последний номер журнала вышел в 1878 году.
В «Пчеле» размещали свои труды многие выдающиеся литераторы и художники той эпохи.